# Harry Northrup
Ne pas confondre avec l'acteur et poète américain Harry Northup (1940-).
Henri Stabo Wallace Northrup (né le 31 juillet 1875 à Paris et mort le 2 juillet 1936 à Los Angeles en Californie) est un acteur américain d'origine française, connu comme Harry Northrup (ou Harry S. Northrup).

## Biographie

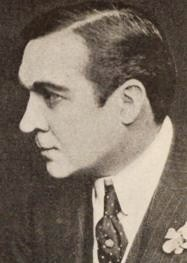
En 1920

Émigré aux États-Unis, il débute au cinéma dans six courts métrages sortis en 1911, dont Vanity Fair de Charles Kent (avec Helen Gardner et William V. Ranous).
Suivent de nombreux autres films muets américains jusqu'en 1928 (y compris des courts métrages), dont Le Lieutenant Douglas de Douglas Fairbanks et Albert Parker (1918, avec Douglas Fairbanks et Theodore Roberts), Les Quatre Cavaliers de l'Apocalypse de Rex Ingram (1921, avec Josef Swickard et Rudolph Valentino) et Calvaire d'apôtre de Maurice Tourneur (1923, avec Richard Dix et Mae Busch).
Après le passage au parlant, Harry Northrup contribue encore à quelques films, notamment Le Mari de l'Indienne de Cecil B. DeMille (1931, avec Warner Baxter et Lupe Vélez). Le dernier de ses cent-quarante films américains est Une femme à bord (en) de Sam Taylor (avec Robert Young et Evelyn Venable), sorti en 1935.
Il meurt l'année suivante (1936) à 60 ans.   

## Filmographie partielle

### Période du muet (1911-1928)

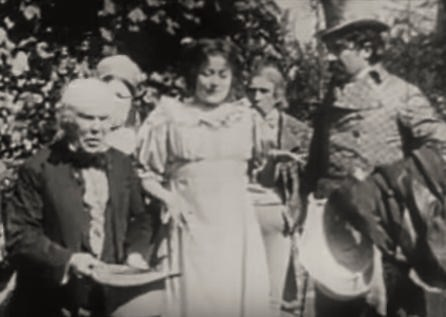
Au premier plan, de g. à d. : William Shea, Helen Gardner et Harry Northrup, dans Vanity Fair (1911)

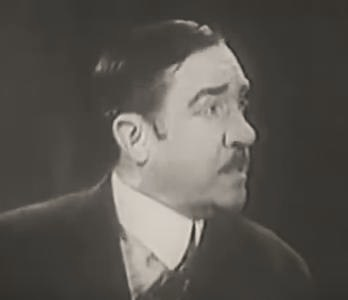
Dans Party Girl (1930)

- 1911 : Vanity Fair de Charles Kent (court métrage) : le capitaine Rawdon Crawley
- 1912 : La Dame du lac (The Lady of the Lake) de J. Stuart Blackton (court métrage) : Sir Roderick
- 1913 : Hearts of the First Empire de William Humphrey (court métrage) : le duc de Beaufort
- 1914 : The Christian de Frederick A. Thomson : Lord Robert Ure
- 1914 : Children of the Feud de Ned Finley (court métrage) : Carson Belfield
- 1914 : The Painted World de Ralph Ince : Murree
- 1915 : To Cherish and Protect de William Humphrey : James Poole
- 1915 : L'Invasion des États-Unis (The Battle Cry of Peace) de Wilfrid North et J. Stuart Blackton
- 1916 : Britton of the Seventh de Lionel Belmore : le capitaine Granson
- 1916 : Fifty-Fifty d'Allan Dwan
- 1917 : The Voice of Conscience (en) d'Edwin Carewe : Dick Liggett
- 1918 : Le Lieutenant Douglas (Arizona) de Douglas Fairbanks et Albert Parker : le capitaine Hodgeman
- 1918 : In Judgment of... de Will S. Davis et George D. Baker : Andrew Vail
- 1919 : La Rançon de l'or (Way of the Strong) d'Edwin Carewe : James Leyburn
- 1919 : Dégradation (The Brute Breaker) de Lynn Reynolds : Baptiste Navet
- 1920 : Le Cercle blanc (The White Circle) de Maurice Tourneur : Northmour
- 1920 : La Loi d'amour (Polly of the Storm Country) d'Arthur Rosson : Marcus MacKenzie
- 1920 : Le Tour du monde d'un gamin irlandais (The Luck of the Irish) d'Allan Dwan : Richard Camden
- 1920 : The Prince of Avenue A de John Ford : Edgar Jones
- 1921 : Les Quatre Cavaliers de l'Apocalypse (The Four Horsemen of the Apocalypse) de Rex Ingram : le général
- 1921 : L'Enfant du passé (Sowing the Wind) de John M. Stahl
- 1922 : La Femme brune (Winning with Wits) d'Howard M. Mitchell : Corday
- 1923 : Calvaire d'apôtre (The Christian) de Maurice Tourneur : Faro King
- 1923 : La Folie du jazz (Jazzmania) de Robert Z. Leonard : le capitaliste américain
- 1923 : L'Opinion publique (A Woman of Paris) de Charlie Chaplin : le valet de Revel
- 1924 : A Fool's Awakening d'Harold M. Shaw : Hargrave Mavenna
- 1925 : The Unchastened Woman de James Young : Michael Krellin
- 1926 : Faut qu'ça trotte (Racing Romance) d'Harry Joe Brown : M. Channing
- 1926 : The Outlaw Breaker de Jacques Jaccard : Jim B. Kincaid
- 1927 : The Heart of Maryland de Lloyd Bacon : le général Joe Hooker
- 1927 : Wanted: A Coward de Roy Clements : Ortegas
- 1927 : The Shield of Honor d'Emory Johnson
- 1928 : Burning Daylight (en) de Charles Brabin : l'étranger

### Période du parlant (1929-1935)
- 1929 : Le Dernier Avertissement (The Last Warning) de Paul Leni (film partiellement muet) : le coroner
- 1930 : Party Girl de Victor Halperin : Robert Lowry
- 1931 : Le Mari de l'Indienne (The Squaw Man) de Cecil B. DeMille : le majordome Meadows
- 1933 : Ralph le vengeur (The Wolf Dog) de Colbert Clark et Harry L. Fraser (serial) : le capitaine James Bethel
- 1934 : Marie Galante d'Henry King : le second du navire
- 1935 : Une femme à bord (Vagabond Lady) de Sam Taylor : le portier du café